# Gustav Heinrich Warnatz
Gustav Heinrich Warnatz (* 27. Februar 1810 in Kamenz; † 18. Mai 1872 in Berlin) war ein deutscher Augenarzt, der in Dresden wirkte. 

## Leben
Warnatz studierte von 1827 bis 1830 an der chirurgisch-medizinischen Akademie in Dresden, danach an der Universität Leipzig. Dort wurde er 1832 mit der Dissertation De cataracta nigra promoviert. Nachdem er in Kamenz Arzt war, ging er 1838 nach Dresden und widmete sich dort als Assistent von August von Ammon der Augenheilkunde.
1849 wurde Warnatz Anstaltsarzt am Königlichen Blindeninstitut, 1855 Medizinalrat und ärztlicher Beisitzer der Kreisdirektion. Außerdem war er Mitarbeiter bei der Herausgabe beziehungsweise Referent der Zeitschriften  Jahrbücher der in- und ausländischen gesammten Medicin von Carl Christian Schmidt (1793–1855) und Archiv für die gesammte Medicin von Heinrich Haeser. Er war Mitglied der Gesellschaft Deutscher Naturforscher und Ärzte.
Warnatz war als Freimaurer Hauptvorkämpfer des deutschen Großlogenbundes. 1868 meldete er sich als sächsischer Großmeister zu Wort und erwirkte eine Zusammenkunft des deutschen Großmeistertags, der schließlich zum deutschen Großlogenbund führte.